# گذرنامه مالتی

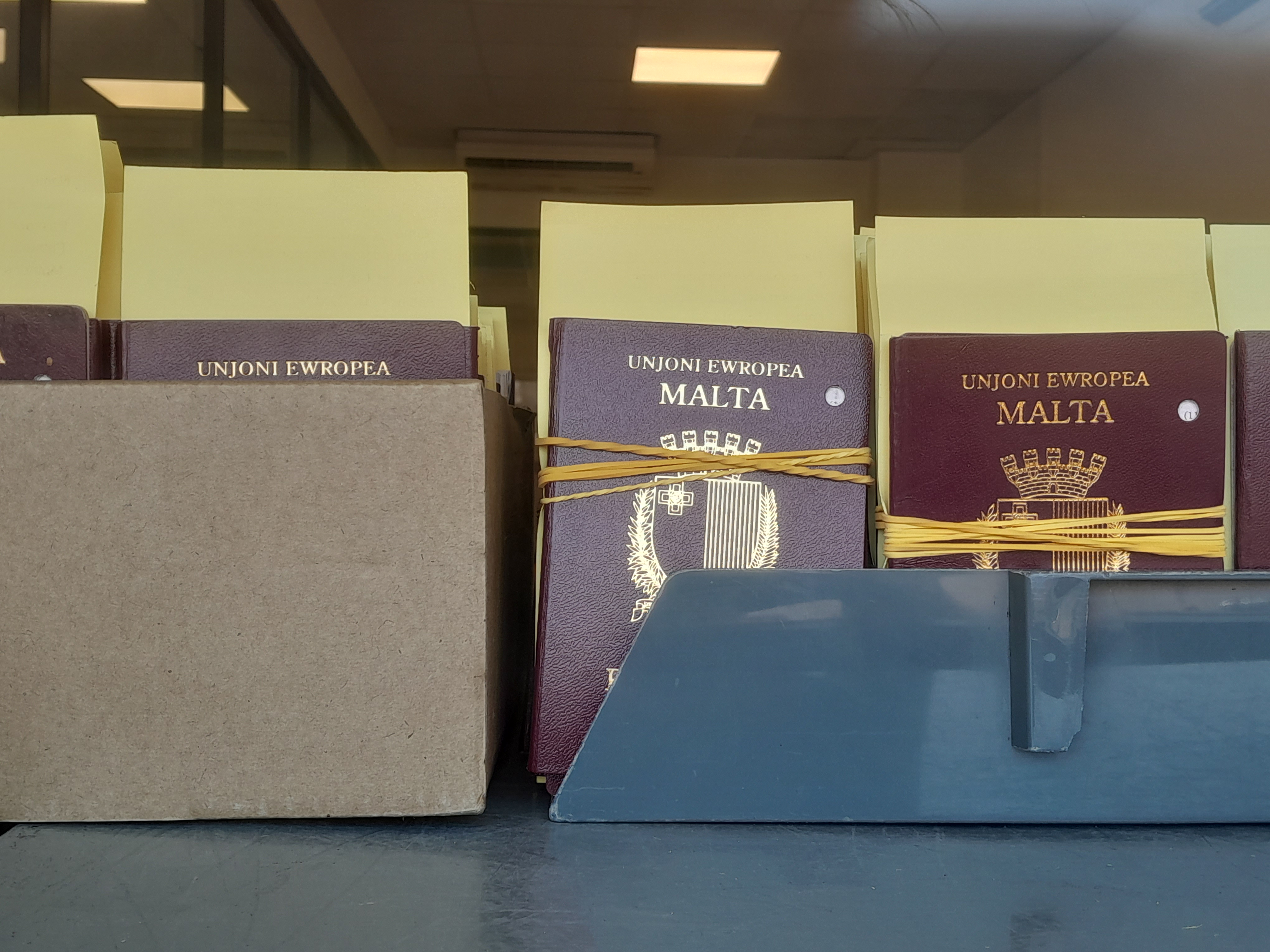
نمایی از چندنسخه گذرنامهٔ مالتی در سال ۲۰۲۲

گذرنامهٔ مالتی یک مدرک سفر بین‌المللی است که توسط کشور مالت صادر می‌شود و بنا بر داده‌های سال ۲۰۲۳، دارندگان آن می‌توانستند به ۱۸۸ کشور دیگر بدون دریافت ویزا سفر کنند یا ویزا را در بدو ورود دریافت نمایند. این گذرنامه بر اساس رتبه‌بندی شاخص گذرنامهٔ هنلی در سال ۲۰۲۳ در رتبهٔ ۵ قرار داشت.